# Luci Sicini Bel·lut
Luci Sicini Bel·lut (en llatí: Lucius Sicinius Bellutus), o potser Gai Sicini Bel·lut (Caius Sicinius Bellutus), va ser un dels caps plebeus a l'anomenada secessió de mont Sagrat, la Secessio plebis de l'any 494 aC que va portar a l'establiment del càrrec de tribú de la plebs com a magistratura en defensa dels plebeus. Formava part de la gens Sicínia, una antiga família romana.
Va ser un dels primers tribuns escollits, l'any 493 aC). El 492 aC va ser edil plebeu i segons Dionís d'Halicarnàs, es va unir al tribú Espuri Icili en una protesta davant del Senat per la manca d'aliments. Va ser altre cop tribú l'any 491 aC quan es va distingir, també amb Espuri Icili, pels seus atacs a Coriolà, que va ser portat a judici aquell mateix any.